# Gary Friedrich
Pour les articles homonymes, voir Friedrich.
Gary Eugene Friedrich est un scénariste américain de bandes dessinées, né le 21 août 1943 à Jackson dans le Missouri et mort le 29 août 2018 à Saint-Louis dans le même État américain,,. 

## Biographie
Gary Friedrich est surtout connu pour son travail sur les séries de comic books de l'éditeur Marvel Comics, pour lequel il commence à travailler dans les années 1960. Il crée notamment pour lui en 1972 le super-héros Ghost Rider, ce qui lui vaudra de poursuivre Marvel en justice en 2007 pour obtenir des droits sur les recettes du film homonyme qui en est adapté, sans succès. Il cesse ses activités de scénariste dans les années 1970.
Le 9 septembre 2013, Disney met fin au procès entamé en juin 2013 entre Marvel et Gary Friedrich au sujet des droits sur Ghost Rider selon des termes non révélés.

## Prix et distinctions
- 2007 : prix Bill Finger